# Parafia Matki Bożej Częstochowskiej w Lipiu
Parafia pw. Matki Bożej Częstochowskiej w Lipiu – parafia należąca do dekanatu Połczyn-Zdrój, diecezji koszalińsko-kołobrzeskiej, metropolii szczecińsko-kamieńskiej. Została utworzona 1 maja 2006 roku. Siedziba parafii mieści się pod numerem 21.

## Miejsca święte

### Kościół parafialny
Kościół pw. Matki Bożej Częstochowskiej w Lipiu
Kościół parafialny został zbudowany w 1462 roku, poświęcony w 1946 roku. 

### Kościoły filialne i kaplice
- Kościół pw. Matki Bożej Częstochowskiej w Nielepiu
- Kościół pw. św. Józefa Rzemieślnika w Rzecinie
- Kaplica w domu Sióstr ze Wspólnoty Dzieci Łaski Bożej w Lipiu
- Kaplica w domu Sióstr ze Wspólnoty Dzieci Łaski Bożej w Roli
- Kaplica w Domu Miłosierdzia Bożego w Roli
- Punkt odprawiania Mszy św. w Dąbrowie Białogardzkiej
- Punkt odprawiania Mszy św. w Jezierzycach